# Hans Lentze
Hans Lentze, Ordensname Hermann-Josef, (* 14. März 1909 in Lauban; † 24. März 1970 in Wien) war ein deutsch-österreichischer Rechtshistoriker, Ordenspriester, Universitätsprofessor in Innsbruck und Wien und Mitglied der Österreichischen Akademie der Wissenschaften.

## Leben
Hans Lentze wurde am 14. März 1909 in Lauban in der preußischen Provinz Schlesien geboren. Er war Sohn einer protestantischen Familie und studierte Rechtswissenschaften an den Universitäten Göttingen, Bonn und Breslau. Seine Promotion erfolgte 1933 mit einer Dissertation über Zunftrecht bei Eugen Rosenstock-Huessy. Danach wurde er Mitarbeiter am Projekt Monumenta Germaniae Historica, Abteilung Leges, in Berlin, Bonn und Wien. Er arbeitete am Schwabenspiegel bei Hans von Voltelini und am Sachsenspiegel bei Karl August Eckhardt. In Wien war er Mitarbeiter von Heinrich Mitteis, Emil Goldmann und Otto Brunner.
1934 konvertierte Hans Lentze zur katholischen Kirche.
Die geplante Habilitation kam nicht zustande. 1938 begann Hans Lentze ein Studium der Theologie am Canisianum in Innsbruck. Im Februar 1939 trat er in das Stift Wilten der Prämonstratenser bei Innsbruck ein. Dort erhielt er den Ordensnamen Hermann-Josef. Nach der Aufhebung des Stiftes übersiedelte er als Novize in die Abtei Windberg in Niederbayern. Sein Studium setzte er am Priesterseminar in Linz fort und empfing 1943 die Priesterweihe. Er arbeitete als Kaplan und Religionslehrer.
1947 habilitierte sich Hans Lentze an der juristischen Fakultät der Universität Innsbruck. Seine Lehrberechtigung (venia docendi) umfasste die Fächer Deutsches Recht und kirchliche Rechtsgeschichte. 1950 wurde die venia auf Österreichische Verfassungs- und Verwaltungsgeschichte erweitert. In Wilten war er von 1945 bis 1954 Bibliothekar und Archivar. Seit 1951 war er Richter des Diözesangerichts Innsbruck und seit 1953 Mitglied der Rechtskommission seines Ordens. Seit 1954 war er Ehrenmitglied der katholischen Studentenverbindung KaV Danubia Wien-Korneuburg im ÖCV. Die kirchenrechtlichen Arbeiten für die Erhebung der Stiftskirche in Wilten zur Basilika wurden 1957 von ihm betreut. 
1958 wurde Hans Lentze zum Professor für Deutsches Recht und Österreichische Verfassungs- und Verwaltungsgeschichte an die juridische Fakultät der Universität Wien bestellt, wo er im Rahmen des Instituts für deutsche Rechtsgeschichte u. a. durch seine Beschäftigung mit altertümlichen Todesstrafen bekannt wurde. Sein Vorgänger war Hans Planitz gewesen, dessen Stelle er nach dessen Tod im Wintersemester 1953 bereits vertreten hatte. Einer seiner Mitarbeiter war kurzfristig Alfred Komarek. Einen Ruf auf den Kirchenrechtslehrstuhl der Innsbrucker Fakultät hatte er nicht angenommen, enge Kontakte nach Wilten und Innsbruck blieben bestehen, beispielsweise zum Innsbrucker Fachkollegen Nikolaus Grass.
Hans Lentze wurde 1958 korrespondierendes, 1962 wirkliches Mitglied der philosophisch-historischen Klasse der Österreichischen Akademie der Wissenschaften.
Ab 1966 war sein Wiener Institutskollege der aus Berlin auf den neu gegründeten zweiten Lehrstuhl des Institutes berufene Werner Ogris, dessen Wiener Habilitation Hans Lentze vier Jahre vorher gemeinsam mit Dekan Heinrich Demelius selbst betreut hatte.
1969 wurde zu seinem 60. Geburtstag eine Festschrift herausgegeben. Hans Lentze starb am 24. März 1970 im Alter von 61 Jahren. Auf die Lehrkanzel Hans Lentzes wurde Rudolf Hoke aus Saarbrücken berufen.

## Werke (Auswahl)
Werke von Hans Lentze können bei Verwendung des Ordensnamens unter „Hermann-Josef Lentze“, „Hans-Hermann Lentze“ oder ähnlichen Kombinationen verzeichnet sein. Die folgende Zusammenstellung ist nur ein Auszug aus seinen Werken:
- Der Kaiser und die Zunftverfassung in den Reichsstädten bis zum Tode Karls IV. Studien zur städtischen Verfassungsentwicklung im späten Mittelalter. Breslau 1933 (Neudruck: Aalen 1964).
- Übersicht über die Artikeleinteilung des Sachsenspiegels. In: Karl August Eckhardt: Rechtsbücherstudien. Heft 3. Berlin 1933, S. 83–98.
- Die rechtliche Struktur des mittelalterlichen Zunftwesens in Wien und den österreichischen Städten. In: Mitteilungen des Vereins für Geschichte der Stadt Wien. Band 15. Jahrgang 1935, S. 15–41.
- Die Kurzform des Schwabenspiegels. Wien/Leipzig 1938.
- Der Meßritus des Prämonstratenserordens. In: Annalen des Prämonstratenserordens-APraem. Band 25. Jahrgang 1949, S. 129–170. Band 26. Jahrgang 1950, S. 7–40, 127–151 und Band 27. Jahrgang 1951, S. 5–27.
- Begräbnis und Jahrtag im mittelalterlichen Wien. In: Zeitschrift der Savigny-Stiftung für Rechtsgeschichte, Kanonistische Abteilung – SZKan. Band 67. Jahrgang 1950, S. 328–364.
- Eine bäuerliche Fehdeansage aus dem 15. Jahrhundert. In: Der Schlern. Band 25. Jahrgang 1951, S. 127.
- Nikolaus von Cues und die Reform des Stiftes Wilten. In: Veröffentlichungen des Museum Ferdinandeum. Band 31. Innsbruck 1951, S. 501–527 (= Studia Wiltinensia. S. 73–94).
- Die Rechtsform der Altarpfründen im mittelalterlichen Wien. In: SZKan. Band 37. Jahrgang 1951, S. 221–302.
- Joseph von Spergs und der Josephinismus. In: Leo Santifaller: Festschrift zur Feier des zweihundertjährigen Bestandes des Haus-, Hof- und Staatsarchivs. Band 2. Wien 1952, S. 392–412 (= Studia Wiltinensia. S 165-193).
- L’insegnamento della storia del diritto nella riforma degli studi universitari promossa dal ministro austriaco von Thun e l’instauratione di una cattedra a Pavia e Padova. In: ActSL. Band 78–79,  Jahrgang 1951–52, S. 291–306.
- Das Wiener Testamentsrecht des Mittelalters. In: SZGerm. Band 69, Jahrgang 1952, S 98–154. Band 70, Jahrgang 1953, S. 159–229.
- Zunfttypen in Österreich und Süddeutschland. In: Juristische Blätter – JBl. Jahrgang 1952, S. 235–238.
- Stadt und Kirche im mittelalterlichen Innsbruck. In: Österreichisches Archiv für Kirchenrecht - ÖAKR. Band 4. Jahrgang 1953, S 212–268 (= Studia Wiltinensia. S. 95–148).
- Pitanz und Pfründe im mittelalterlichen Wilten. In: Karl Schadelbauer: Beiträge zur Innsbrucker Kirchengeschichte. Zum 70. Geburtstag Propst Josef Weingartners. Innsbruck 1954, S. 5–15 (= Studia Wiltinensia. S 37–50).
- Graf Thun und die deutsche Rechtsgeschichte. In: Mitteilungen des Institutes für Österreichische Geschichtsforschung – MIÖG. Band 63. Jahrgang 1955, S. 500–521.
- Die Schwabenspiegelausgabe der Österreichischen Akademie der Wissenschaften und der Monumenta Germaniae Historica. In: Almanach der Österreichischen Akademie der Wissenschaften. Band 92. Jahrgang 1955, S. 394–404.
- Die Geschichte des Eigentumsrechtes bis zum Ersten Weltkrieg. In: A. M. Knoll, K. Kummer: Nicht Konzentration, sondern Streuung des Eigentums – Vorträge und Ergebnisse der Zweiten Wiener Sozialen Woche. Wien 1956, S. 7–12.
- Herrenpfründen im mittelalterlichen Wilten. In: Innsbrucker Beiträge zur Kulturwissenschaft - IBKW. Band 4. Jahrgang 1956, S. 163–171 (= Studia Wiltinensia. S. 64–72).
- Leibrentenverträge im mittelalterlichen Wilten. In: Carinthia. Band 146. Jahrgang 1956, S. 536–548 (= Studia Wiltinensia. S. 51–63).
- Das Sterben des Seelgeräts. In: ÖAKR. Band 7. Jahrgang 1956, S. 30–53.
- Die St. Jakobs-Kirche in Innsbruck im Lichte der Rechtsgeschichte. Innsbruck 1957.
- Geschichte des Stiftes Wilten. In: Fritz Steinegger: Das Stift Wilten – Mit einem Führer durch Kloster und Kirche. Innsbruck 1958, S. 9–16.
- Das Seelgerät im mittelalterlichen Wien. In: SZKan. Band 44. Jahrgang 1958, S. 35–103.
- Die Dos der Königin Gisela. In: Burgenländische Heimatblätter. Band 21, Eisenstadt 1959, S. 256–259, zobodat.at [PDF]
- Graf Thun und die voraussetzungslose Wissenschaft. In: Festschrift Karl Eder zum siebzigsten Geburtstag. Innsbruck 1959, S. 197–209.
- Die Verfassung des Prämonstratenserordens und die Wandlungen im weltlichen Bereich. In: ÖAKR. Band 10. Jahrgang 1959, S. 81–121 (= Studia Wiltinensia. S. 1–36).
- Die Erblaststiftung im mittelalterlichen Wien. In: MIÖG. Band 68. Jahrgang 1960, S. 445–456.
- Die unabhängige Treuhänderstiftung im mittelalterlichen Wien. In: Jahrbuch des Vereins für Geschichte der Stadt Wien. Band 15–16. Jahrgang 1959–1960, S. 29–40.
- Die Universitätsreform des Ministers Graf Leo Thun-Hohenstein. Graz/Wien u. a. 1962.
- Joseph Unger – Leben und Werk. In: W(illibald) M(aria) Plöchl, I(ngeborg) Gampl: Im Dienste des Rechtes in Kirche und Staat. Festschrift zum 70. Geburtstag von Franz Arnold. Wien 1963, S. 219–232.
- Studia Wiltinensia – Studien zur Geschichte des Stiftes Wilten. Innsbruck 1964.
- George Phillips und die italienische Rechtsgeschichte. In: Österreich und Europa – Festgabe für Hugo Hantsch zum 70. Geburtstag. Graz 1965, S. 337–349.
- Die Gewerbereform Rudolfs IV. In: Theo Mayer-Maly, A. Nowak, Theodor Tomandl: Festschrift für Hans Schmitz zum 70. Geburtstag. Band 2. Wien 1967, S. 90–101.
- Nürnbergs Gewerbeverfassung des Spätmittelalters im Rahmen der deutschen Entwicklung. In: Beiträge zur Wirtschaftsgeschichte Nürnbergs. Band 2. Nürnberg 1967. S. 593–619.
- Die österreichische Observanz im Prämonstratenserorden. In: Hans Lentze, Ingeborg Gampl: Speculum iuris et ecclesiarum – Festschrift für Willibald M(aria) Plöchl zum 60. Geburtstag. Wien 1967, S. 217–619.
- Die österreichische Rechtswissenschaft im Jahre 1848. In: Die juristische Bildung in der Slowakei und Ungarn bis zum Jahre 1848 – Materialien der IX. tschechoslowakisch-ungarischen Rechtshistorikerkonferenz. Bratislava 1968, S. 157–168.
- Föderalismus und Zentralismus in der europäischen Geschichte. In: Institut für Österreichkunde: Der österreichische Föderalismus und seine historischen Grundlagen. Wien 1969, S. 5–19.
- Die Rechtsgeschichte und der Verlust des Mittelalters. In: MIÖG. Band 78. Jahrgang 1970, S. 1–12.
- Die Einheitsobservanz der alten Orden in Österreich. In: Festschrift für Ernst Carl Hellbling zum 70. Geburtstag. Salzburg 1971, S. 391–418.
- Die Problematik der Föderalisierung in Österreich. In: Der österreichisch-ungarische Ausgleich 1867. Bratislava 1971, S. 925–944 und 1037–1038.
- Das Kaisertum Österreich. In: Recueils de la Société Jean Bodin pour l’histoire comparative des institutions. Band 31: Grands Empires. Brüssel 1972, S. 457–507.